# She's Not There
She's Not There är en poplåt skriven av Rod Argent och lanserad av gruppen The Zombies 1964 som deras debutsingel. Den ingick senare på albumet Begin Here. Låten kom att bli deras största framgång i både USA och Storbritannien. I Storbritannien blev det också gruppens egentligen enda hit då ingen annan av deras singlar nådde Topp 40-placering på brittiska singellistan. Låten är lite jazzigt mystisk och ljudbilden domineras av ett elpiano (Hohner Pianet).
Den svenska popgruppen Ola and the Janglers spelade in låten och gav ut den på singel. Det blev deras första låt på den inflytelserika svenska Tio i topp-listan 1965. 1977 spelades den in av Santana till albumet Moonflower och deras version blev även en singelhit. Den har även spelats in av många andra artister.
Musikmagasinet Rolling Stone listade låten som #297 på sin lista The 500 Greatest Songs of All Time.

## Listplaceringar
- Billboard Hot 100, USA: #2[1]
- UK Singles Chart, Storbritannien: #12[2]